# Magda Renner
Magda Elisabeth Nygaard Renner (Porto Alegre, 31 de diciembre de 1926- Porto Alegre, 11 de octubre de 2016) fue una ambientalista, activista y ecóloga brasileña.
Magda Renner comenzó a actuar en la conservación ambiental, antes inclusive de haber surgido la palabra ecología. Eso sucedió, desde el comienzo de su trabajo en la ONG Acción Democrática Femenina Gaúcha (ADFG), a la que había ingresado en la década de 1960. Esa ONG promovía la ciudadanía a través de la realización de proyectos sociales y educativos dirigidos a mujeres.
En 1972, después de asistir a una conferencia, dada por el ambientalista José Lutzenberger (1926-2002, fundador de la "Asociación Gaúcha de Protección al Ambiente Natural" (AGAPAN), Magda –que era nuera de Antônio Jacob Renner (1884-1966), uno de los mayores nombres de la industria gaúcha– se inició activamente en la militancia por la causa ambiental.
Entre sus actuaciones se contabilizan numerosos episodios como la lucha contra la marea roja que golpeó el litoral costero de Río Grande del Sur, en la década de 1970; y, contra los enterratorios de residuos en las islas del río Guaíba. En los años 1980, realizó protestas y marchas de advertencia sobre los problemas derivados de la instalación del Polo Petroquímico de Triunfo, lo que acabó contribuyendo para que el grupo de empresas fuese modelo de responsabilidad ambiental. También fue decisiva su actuación en los lobbies ecológicos durante la elaboración de la Constitución de 1988.
En 1964, fue cofundadora de "Núcleo Amigos de la tierra Brasil"; y en 1983 entra a formar parte de FOEI (Friends of the Earth International). Actualmente sus áreas de acción más importantes de sus campañas incluyen el programa de lucha por las sociedades sostenibles, así como campañas por la protección de zonas costeras, aguas, clima y bosques. Las campañas recientes se han centrado en el consumo y como consecuencia la producción de basura y el reciclaje a nivel local.

## Honores
- Diploma de Honor del Ministerio de Ambiente, Secretaría de Articulación Institucional y Ciudadanía Ambiental[6]

- Diploma por su Acción entre las fundadoras de la Red Internacional sobre Pesticidas[7]

- Miembro asistente al World Women's Congress for a Healthy Planet, Miami Florida, del 8 al 12 de noviembre de 1991[8]